# Actio (rimsko pravo)
Actio (lat. tožba) v rimskem pravu pomeni pravdanje oz. pravico do pravdanja.
Rimsko pravo ne pozna splošne tožbe, ampak je vsako pravdanje tesno povezano z določeno pravico. Actio je pravico, da se tisto, kar je nekomu dolgovano, pridobi s tožbo (Cels. D. 44, 7, 51). Po izvoru ločimo tožbe na civilne (actiones civiles), pretorske (actiones praetoriae) in na edilske (actiones aediliciae). Materialnopravno pa jih razvrščamo v dve veliki skupini:
- Actiones in rem (Postopek prvotno zasleduje sporno stvar samo. Toženec se ni dolžan spustiti v pravdo, ampak lahko sporno stvar prepusti tožniku brez kakršnihkoli posledic. Sem spadajo večinoma vindikacije (vindicatio).)

- Actiones in personam (Te tožbe se obračajo proti dolžniku in imajo za predmet določeno dajatev (v najširšem smislu). Toženec se mora spustiti v pravdo. Sem spadajo povečini kondikcije (condictio).)